# Campionati europei di ginnastica a squadre
I Campionati europei di ginnastica a squadre  (European Team Gymnastics Championships, precedentemente European Gymnastics Masters) sono stati dei campionati organizzati dall'Unione Europea di Ginnastica con squadre nazionali composte da atleti e atlete provenienti dalla ginnastica artistica e ritmica.

L'evento si è svolto per la prima volta a Parigi nel 1997 e, con cadenza biennale, ha avuto la sua ultima manifestazione nel 2003 a Mosca. Alle gare partecipavano, per ogni nazione, due campioni di specialità (ginnastica artistica maschile, ginnastica artistica femminile e ginnastica ritmica) con squadre composte da sei membri.

## Edizioni
| Anno | Edizione | Stato    | Città    | Note  |
| ---- | -------- | -------- | -------- | ----- |
| 1997 | I        | Francia  | Parigi   | [ 1 ] |
| 1999 | II       | Grecia   | Patrasso | [ 2 ] |
| 2001 | III      | Germania | Riesa    | [ 3 ] |
| 2003 | IV       | Russia   | Mosca    | [ 4 ] |

## Medagliere
| Pos. | Paese       | Oro | Argento | Bronzo | Totale |
| ---- | ----------- | --- | ------- | ------ | ------ |
| 1    | Russia      | 3   | 0       | 0      | 3      |
| 2    | Bielorussia | 1   | 0       | 1      | 2      |
| 3    | Ucraina     | 0   | 3       | 1      | 4      |
| 4    | Bulgaria    | 0   | 1       | 0      | 1      |
| 5    | Grecia      | 0   | 0       | 1      | 1      |
| 5    | Spagna      | 0   | 0       | 1      | 1      |